# 阿寒摩周国立公園
阿寒摩周国立公園（あかんましゅうこくりつこうえん、英称:Akan-Mashu National Park ）は、北海道にある国立公園。2017年の「阿寒国立公園」からの名称変更に伴い、摩周湖・神の子池周辺まで区域が拡がり、1市10町に跨る総面積9万1000ヘクタールとなった。国立公園内のほぼ9割以上が未開発地域として手つかずの自然保護地域として保全された。

## 概要
1934年（昭和9年）指定された北海道で最も歴史ある国立公園の1つであり、大雪山国立公園、日光国立公園、中部山岳国立公園、阿蘇国立公園（現在の阿蘇くじゅう国立公園）とともに指定された。公園区域の大部分が亜寒帯性の針葉樹林を中心とする天然林で被われており、原始的な姿を留めている。阿寒湖、屈斜路湖、摩周湖の3つのカルデラがあり、火山と湖が幾つも近接している地形は日本国内で貴重なものになっている。中でも屈斜路湖は周囲57km、面積79.7km²ある日本国内最大のカルデラ湖になっている（中島も周囲12km、高さ355mあり、湖中島としては日本国内最大の規模になっている）。阿寒湖のマリモは国の特別天然記念物に指定されている、また、阿寒湖はヒメマスの原産湖として知られているほか、ラムサール条約に登録されている。
国立公園の名称について地元自治体は「阿寒摩周国立公園」への変更を環境省に要望していた。日本政府の「明日の日本を支える観光ビジョン」に基づき、環境省は「国立公園満喫プロジェクト」を実施し、先行的・集中的に取り組む8つの国立公園に選定された。2017年8月8日、区域拡張に伴い、「阿寒摩周国立公園」へ名称が変更された。

## 地域
阿寒摩周国立公園阿寒地域
- 阿寒地域
  - 阿寒カルデラ（阿寒湖、パンケトー、ペンケトー、雄阿寒岳など）を中心とした地域と[15]、雌阿寒岳とオンネトーから成る地域がある[19]。阿寒湖畔は観光拠点になっており、阿寒湖温泉やアイヌ民族のコタンがある[20]。雌阿寒岳は活火山であり、頂上付近にはコマクサ、メアカンキンバイ、メアカンフスマなどの高山植物が自生している[19]。オンネトーは雌阿寒岳山麓のアカエゾマツを中心とした天然林に囲まれた原生的な湖である[19]。

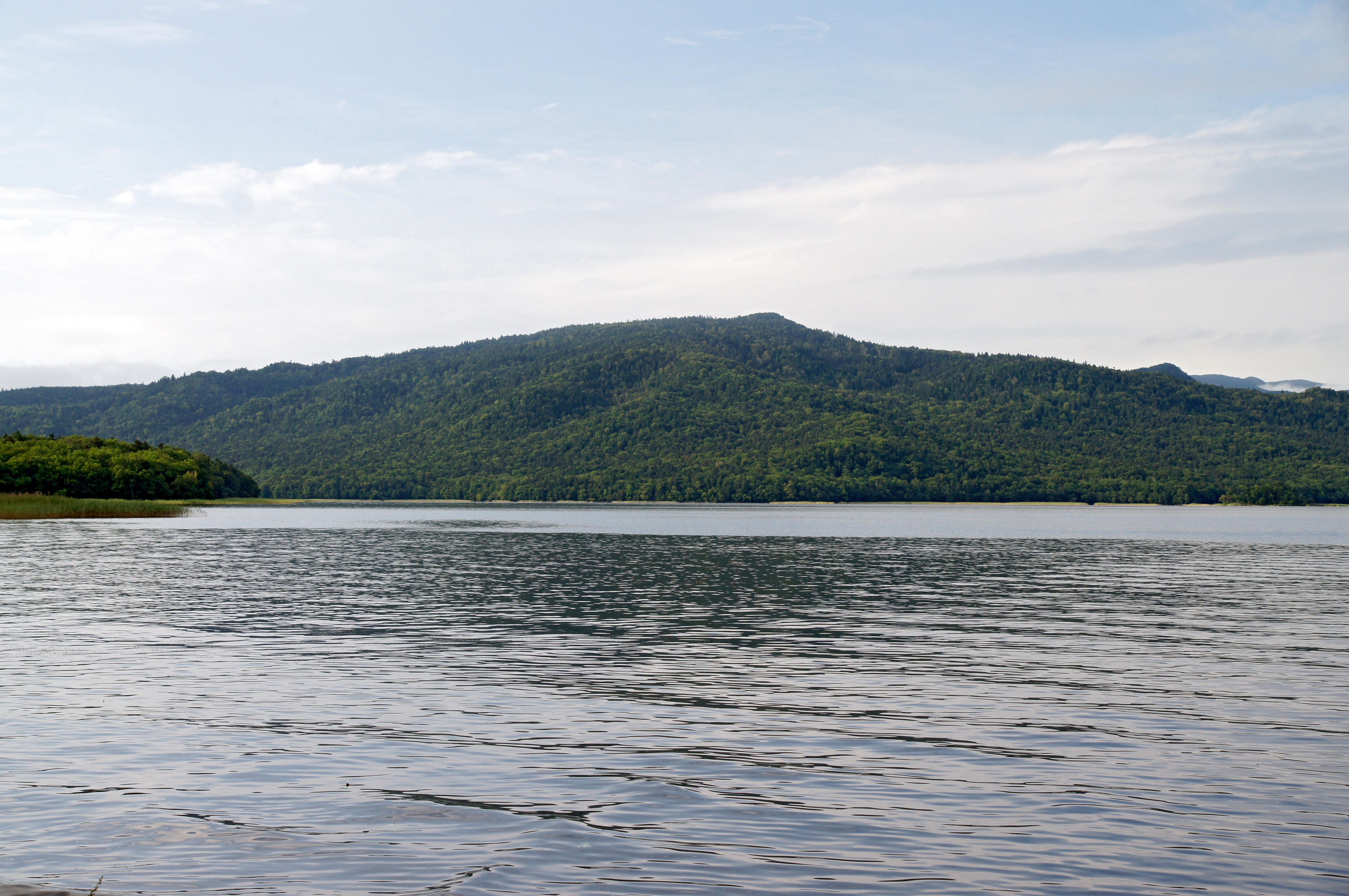
阿寒湖（2012年9月）
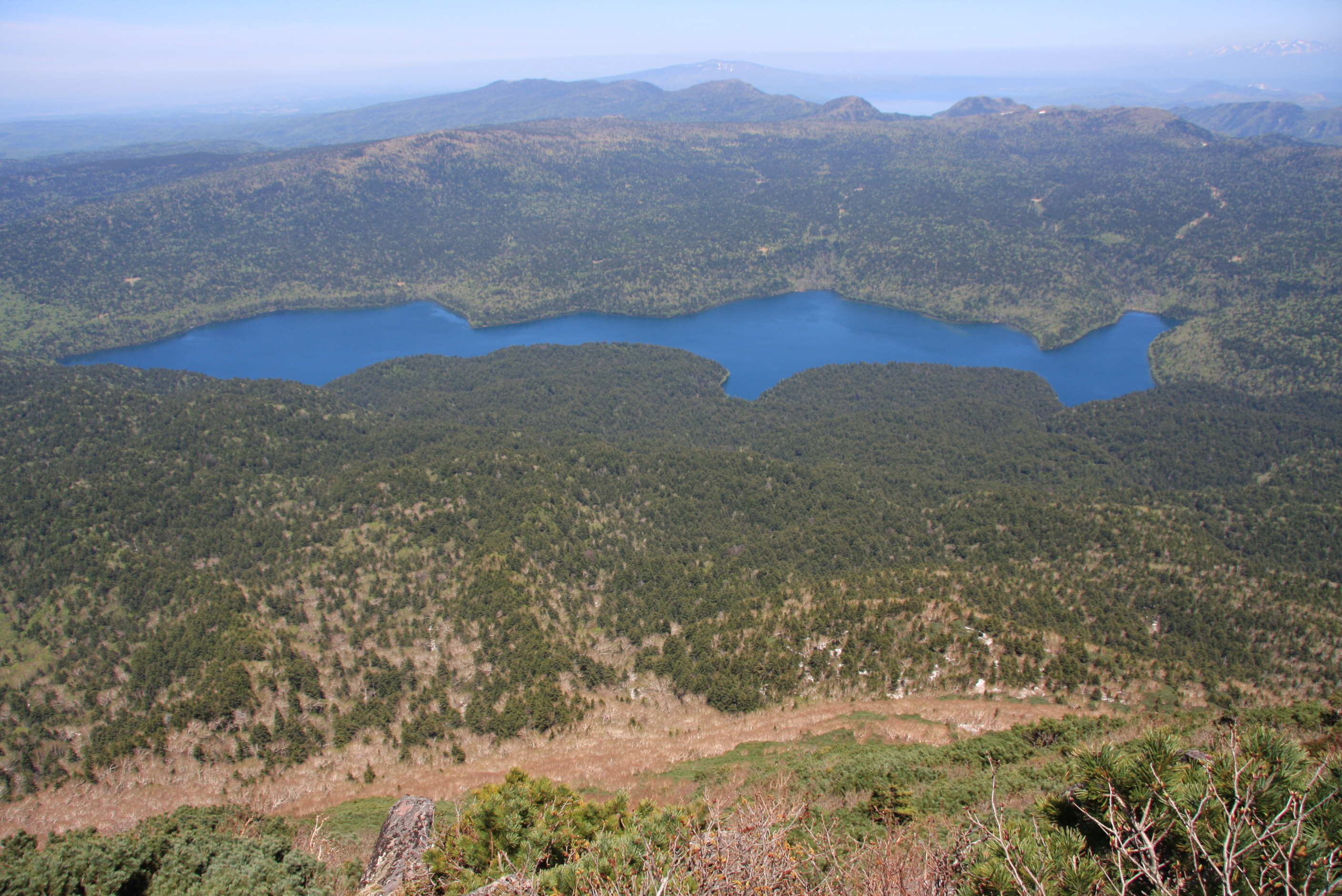
パンケトー（2013年6月）
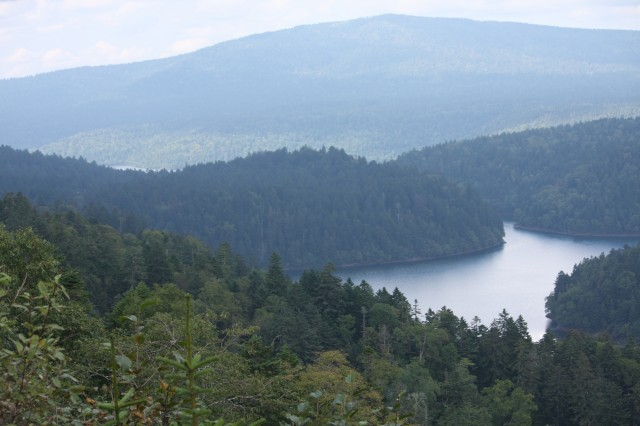
ペンケトー（2008年9月）
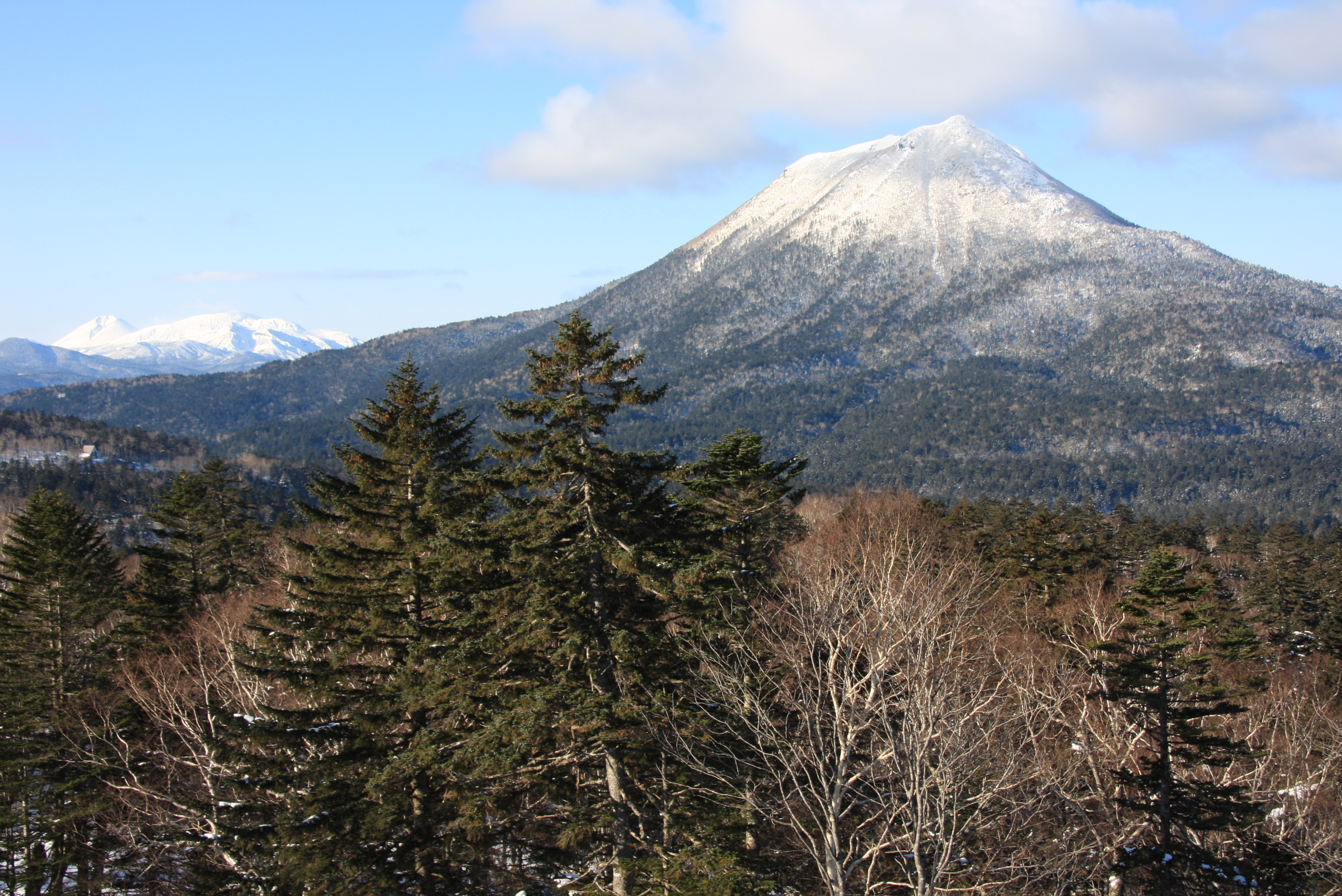
雄阿寒岳（2012年12月）
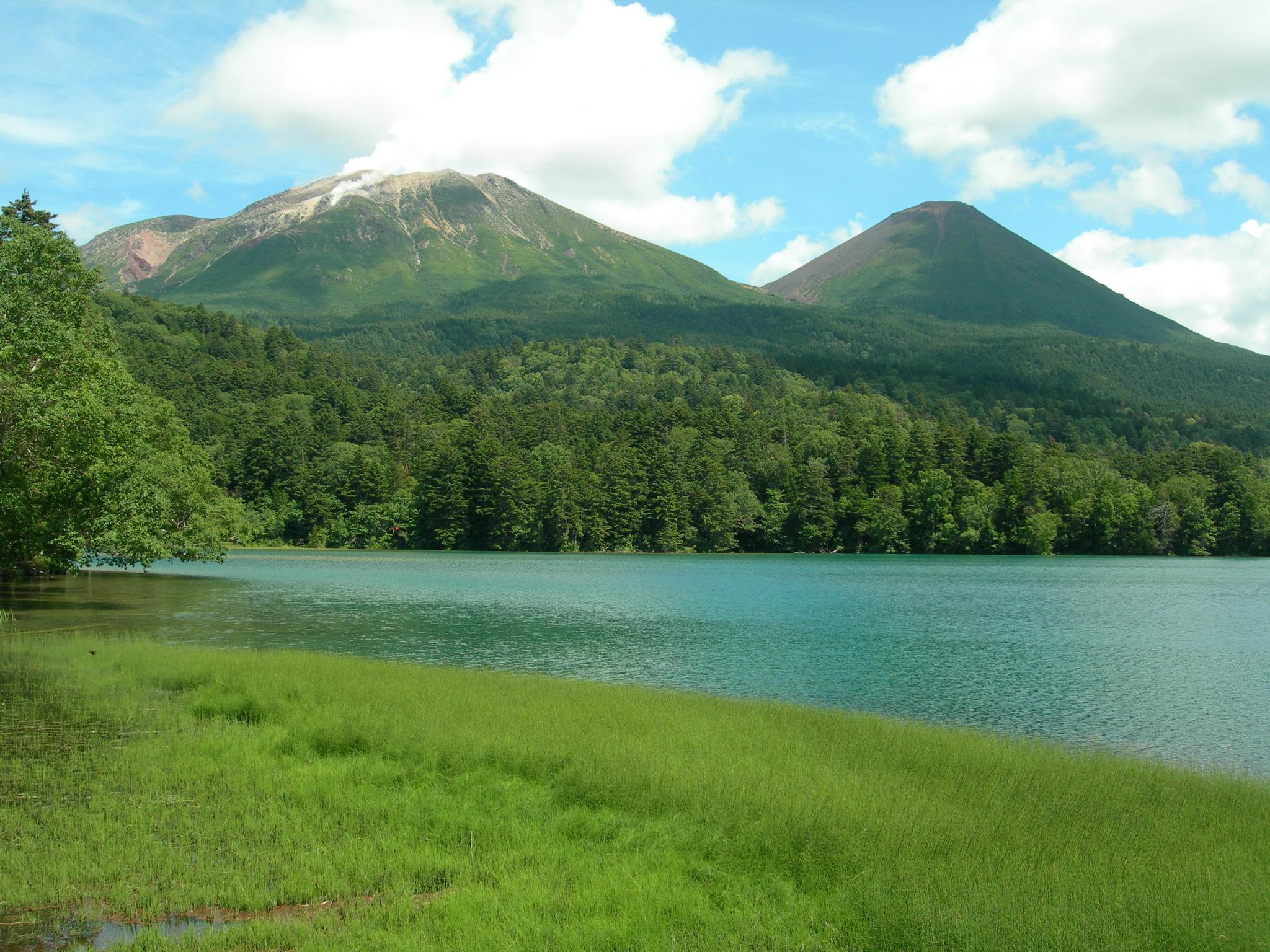
オンネトー、雌阿寒岳、阿寒富士（2006年8月）
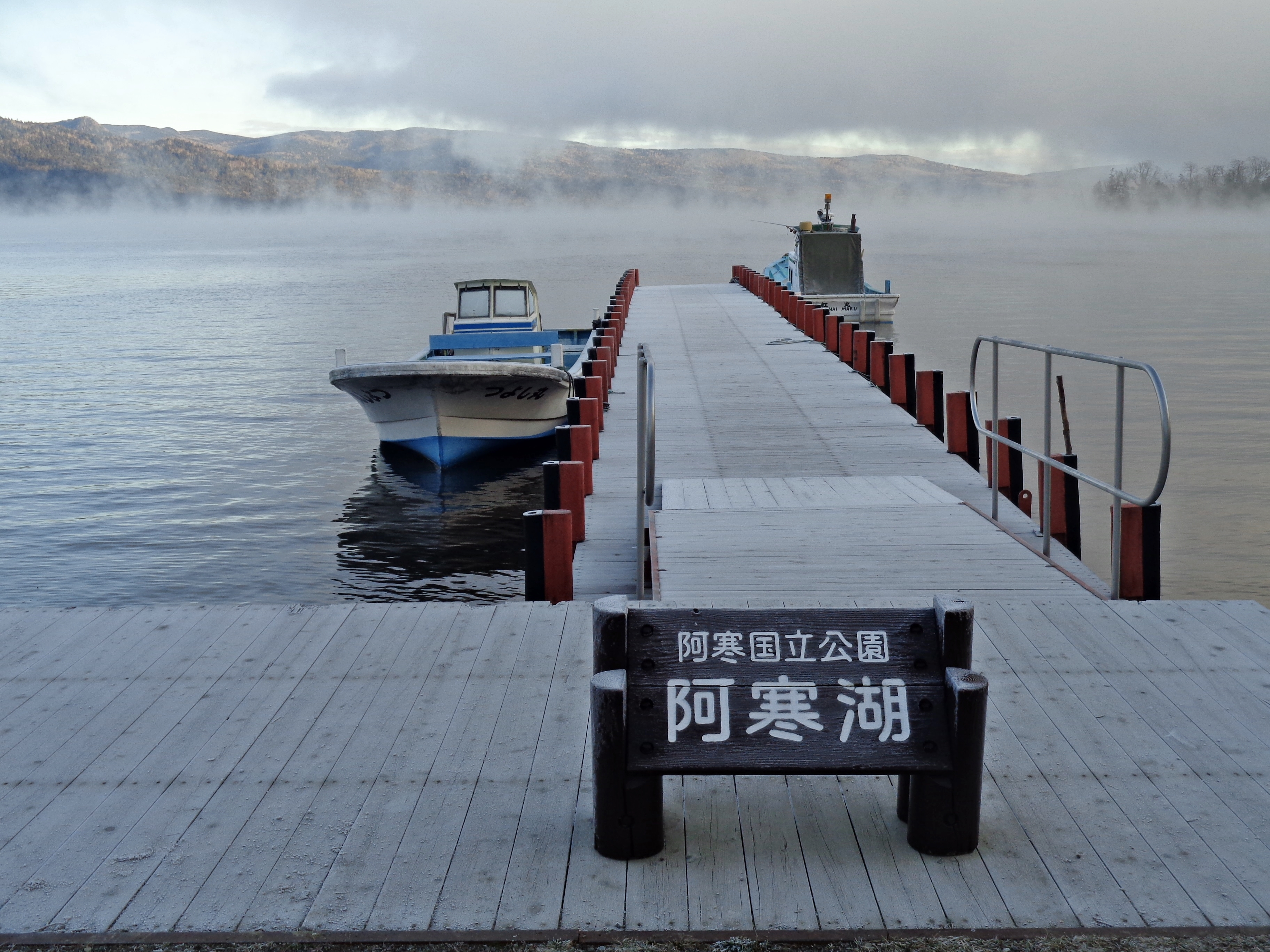
初冬の阿寒湖畔（2019年11月）

阿寒摩周国立公園川湯地域
- 川湯地域
  - 屈斜路カルデラと摩周カルデラがあり、屈斜路湖と摩周湖がある[21]。これらの外輪山は眺めが良く、屈斜路外輪山には野上峠、藻琴峠、小清水峠、美幌峠、津別峠があり、摩周カルデラには摩周第一展望台、摩周第三展望台、裏摩周展望台がある[21]。また、摩周岳（カムイヌプリ）、西別岳、藻琴山からの眺めも良い[21]。摩周湖は世界でも有数の透明度を誇っており、人手がほとんど加わっていない原始的な景観を残している[21]。硫黄山（アトサヌプリ）は活火山であり、噴気活動を続けている[21]。硫黄山山麓に広がるつつじヶ原は、低標高にもかかわらずハイマツ-イソツツジ群落を形成している[21]。また、ポンポン山、湯沼（キンムトー）周辺や和琴半島などでは地熱の影響で冬でも積雪がなく、生息の北限となるミンミンゼミが隔離分布している[21]。

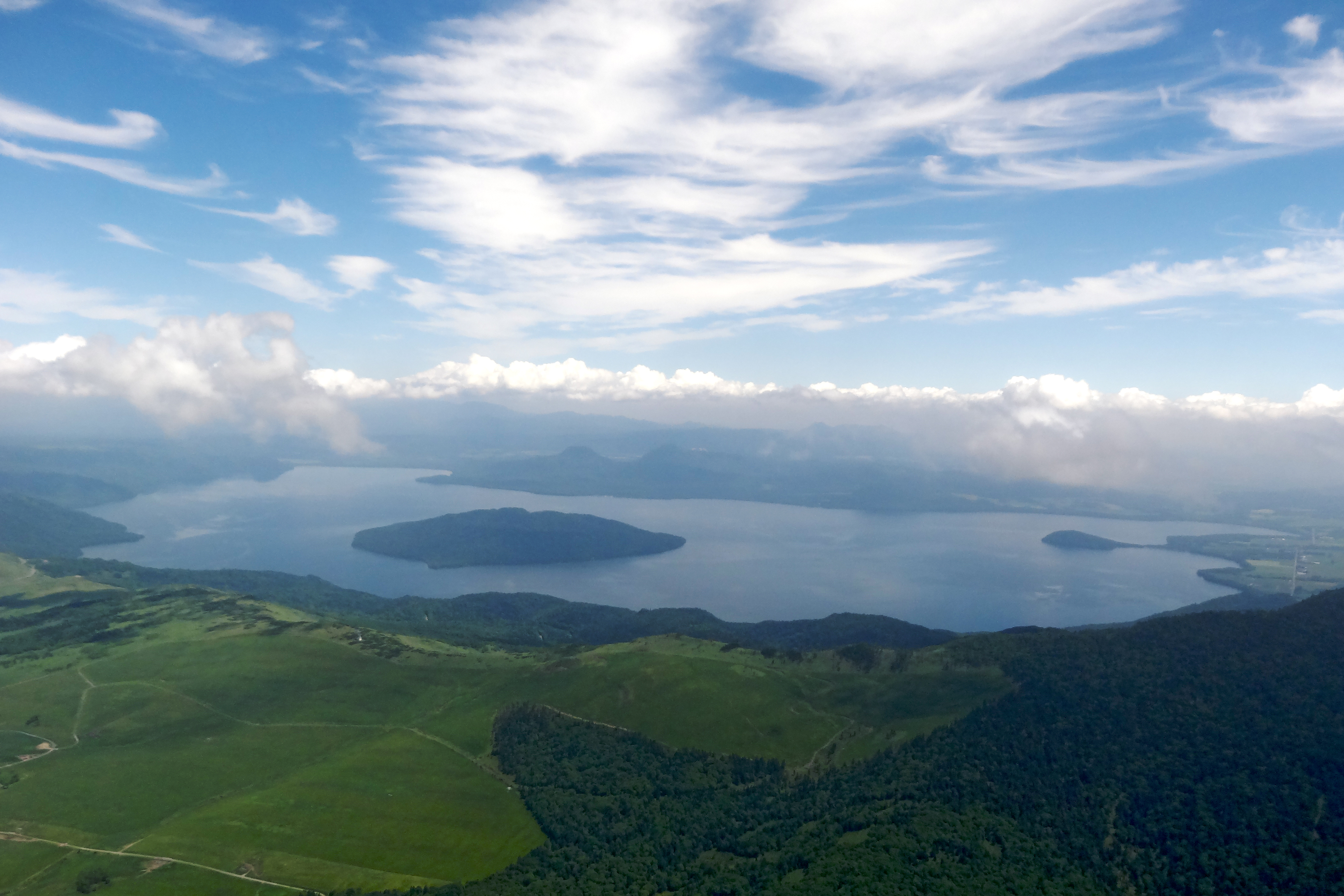
屈斜路湖（2013年7月）
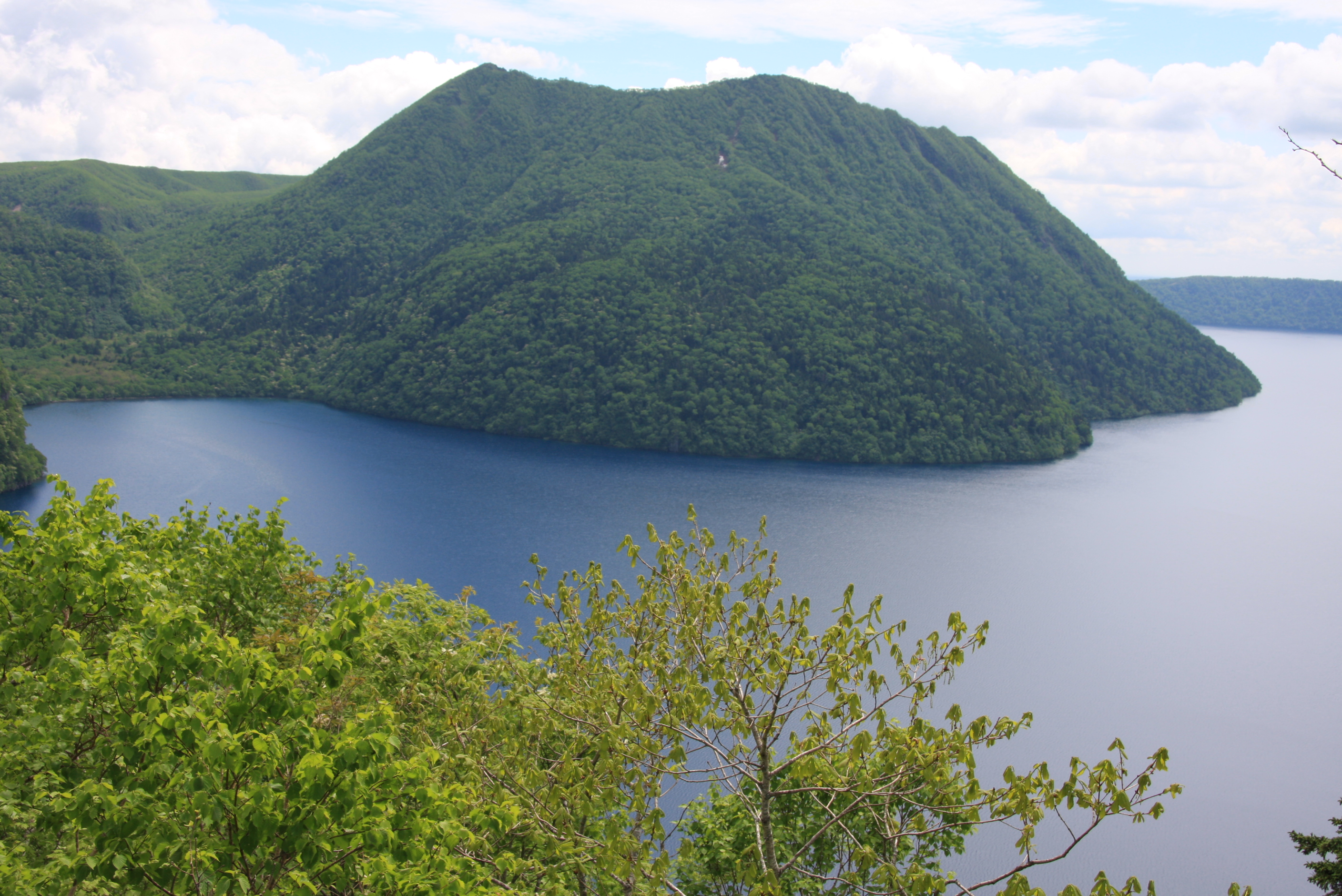
裏摩周展望台から見た摩周岳と摩周湖（2013年6月）
西別岳（2012年11月）
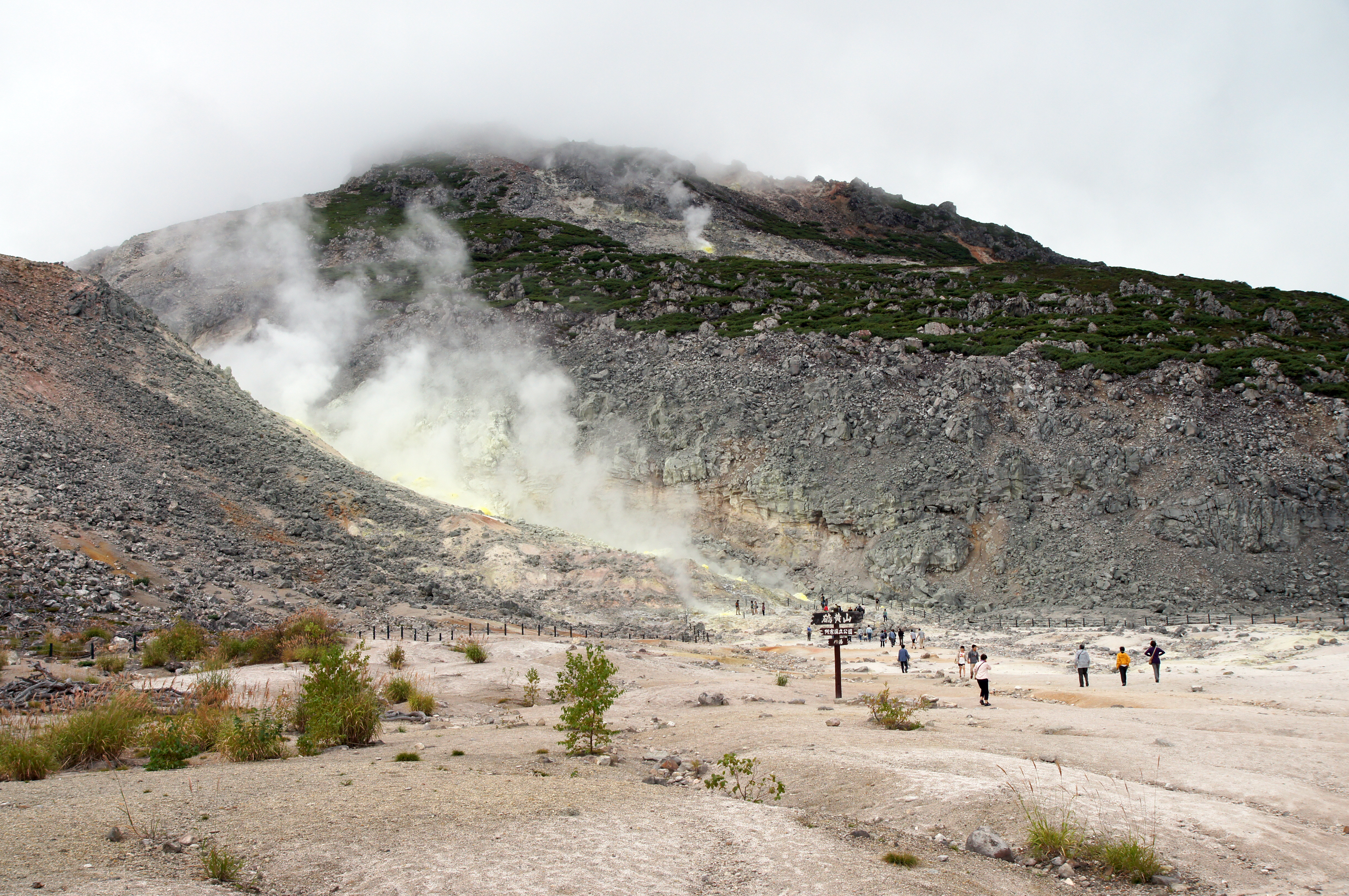
硫黄山（アトサヌプリ）（2012年9月）

## 歴史
1906年（明治39年）の北海道国有未開地処分法に基づき、明治政府で「殖産興業」を提言し実践した官僚の前田正名が阿寒湖畔の土地約3,800ヘクタールを取得して前田一歩園を設立した。当初は耕作と牧畜植林に供する目的のため農場・牧場の経営に乗り出したが、阿寒湖一帯の美しさに魅せられて「この山は切る山ではなく、観る山にすべきである」と観光地への発展を見越していた。正名は「前田家の財産はすべて公共事業の財産とす」という家訓を遺して1921年（大正10年）に他界するが、次男の前田正次と妻の光子によって引き継がれて1983年（昭和58年）に財団法人「前田一歩園財団」が設立し（2012年に一般財団法人になる）、自然環境の保全と適正利用などに努めている。
- 1934年（昭和09年）：国立公園指定。
- 1938年（昭和13年）：特別地域の指定。
- 1950年（昭和25年）：阿寒国立公園の切手発売[24]。
- 1954年（昭和29年）：特別保護地区の指定。
- 1968年（昭和43年）：阿寒湖畔ビジターセンター開設[25]。
- 1977年（昭和52年）：再検討。
- 1978年（昭和53年）：阿寒湖のマリモ展示観察センター開設。
- 1996年（平成08年）：阿寒湖のマリモ展示観察センターがリニューアルオープン[26]。
- 1999年（平成11年）：川湯エコミュージアムセンター開設。
- 2002年（平成14年）：阿寒湖畔ビジターセンターが阿寒湖畔エコミュージアムセンターとしてリニューアルオープン[25]。
- 2005年（平成17年）：阿寒湖がラムサール条約に登録[16]。
- 2014年（平成26年）：和琴野営場がリニューアルし、和琴フィールドハウス開設[27]。
- 2017年（平成29年）：神の子池及び摩周カルデラ外輪山山麓が公園区域として拡張され、また「阿寒国立公園」から「阿寒摩周国立公園」へ名称変更[1]。
- 2022年（令和4年） ：阿寒湖温泉地区がゼロカーボンパークに登録[28]。

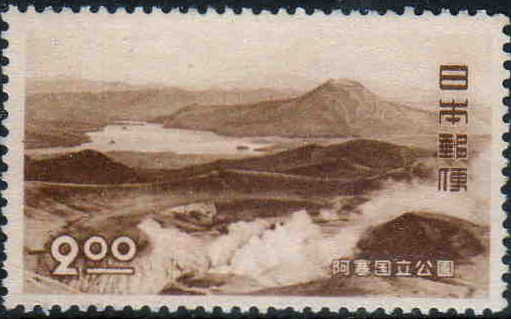
2円切手
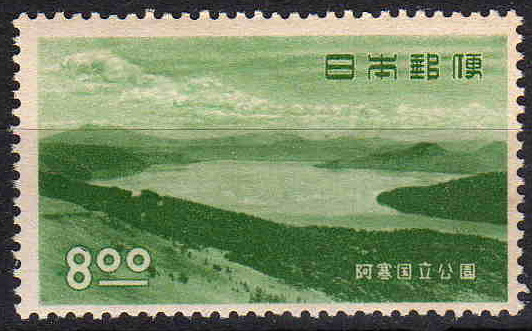
8円切手
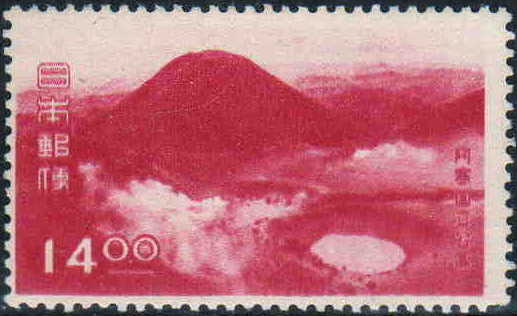
14円切手
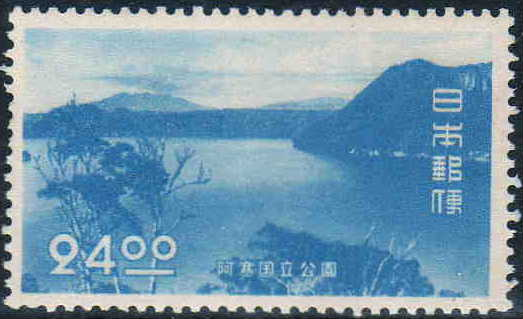
24円切手

## 観光地・景勝地
- オンネトー
- 雌阿寒岳
- 阿寒湖
- 双湖台
- 阿寒湖温泉
- アイヌコタン
- 屈斜路湖
- 美幌峠
- 和琴半島
- 川湯温泉
- 硫黄山（アトサヌプリ）
- 摩周湖展望台
- 西別岳

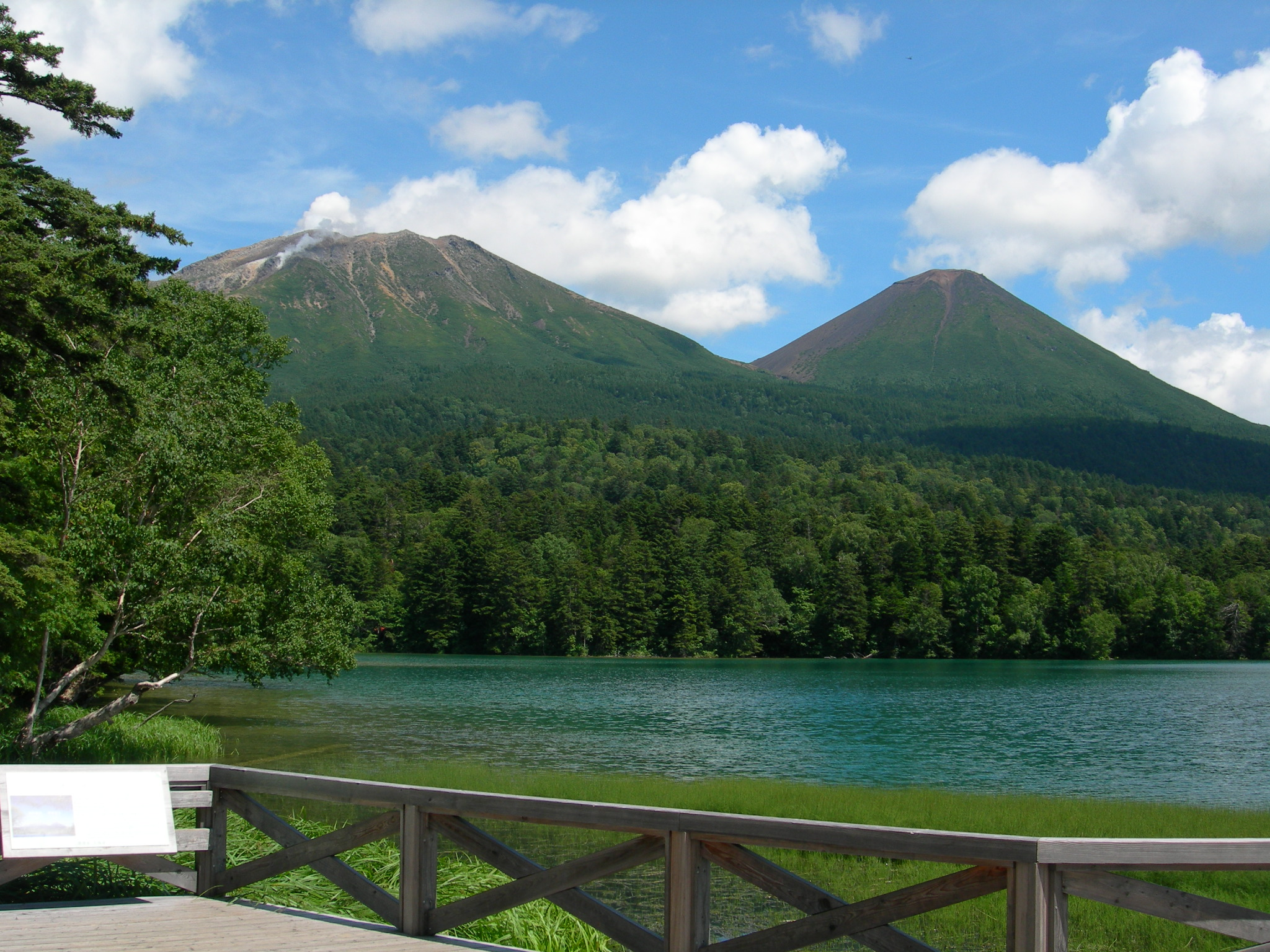
オンネトー（2006年8月）
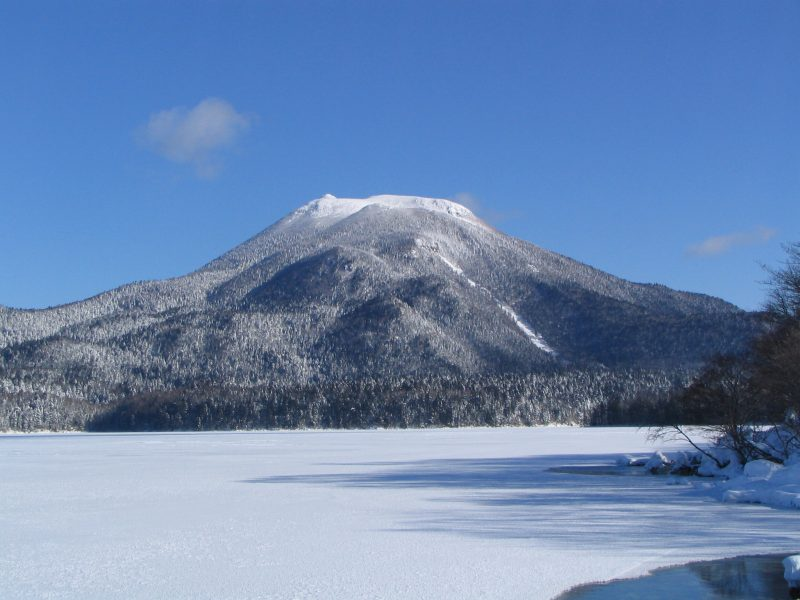
結氷した阿寒湖（2006年1月）
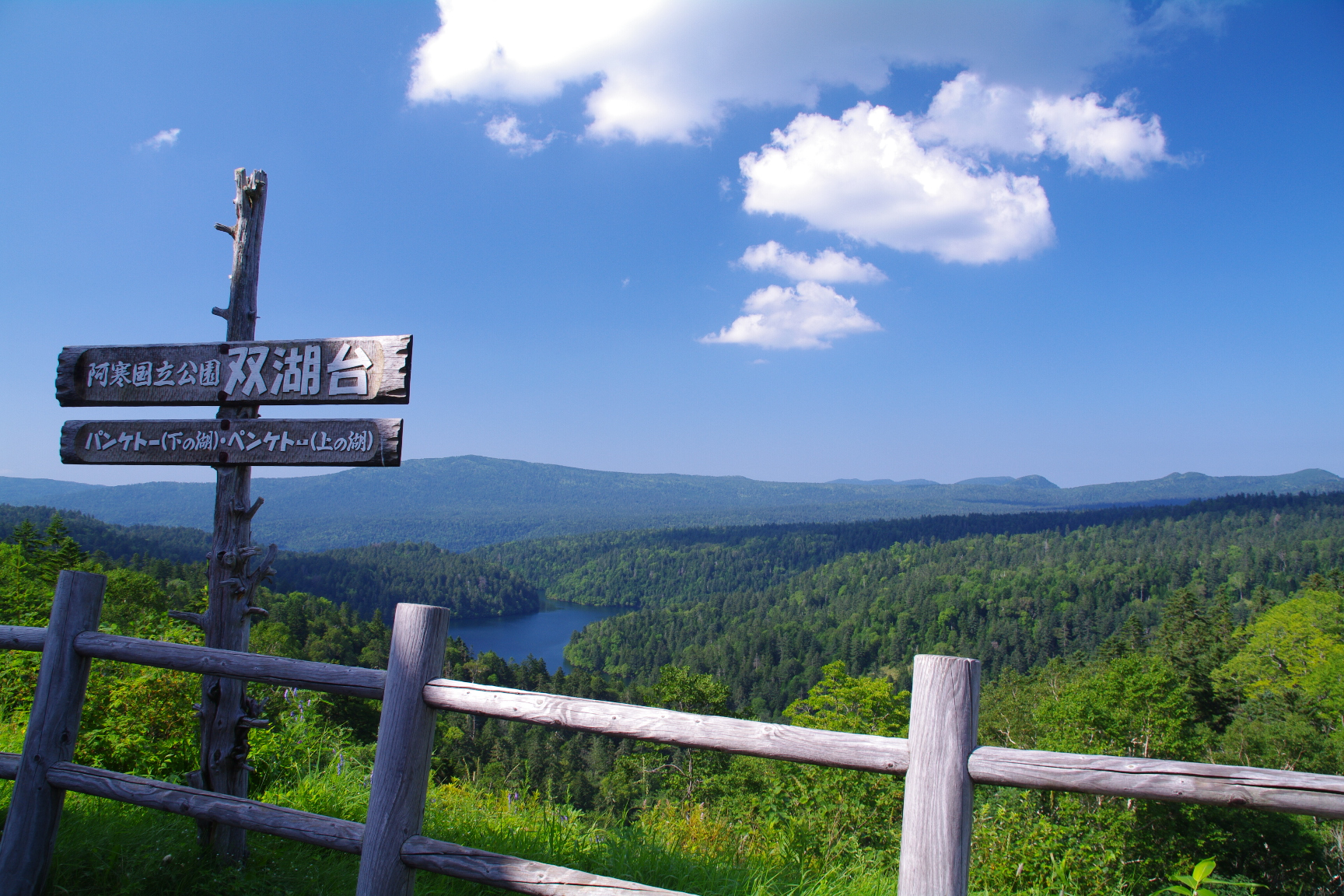
双湖台（2009年8月）
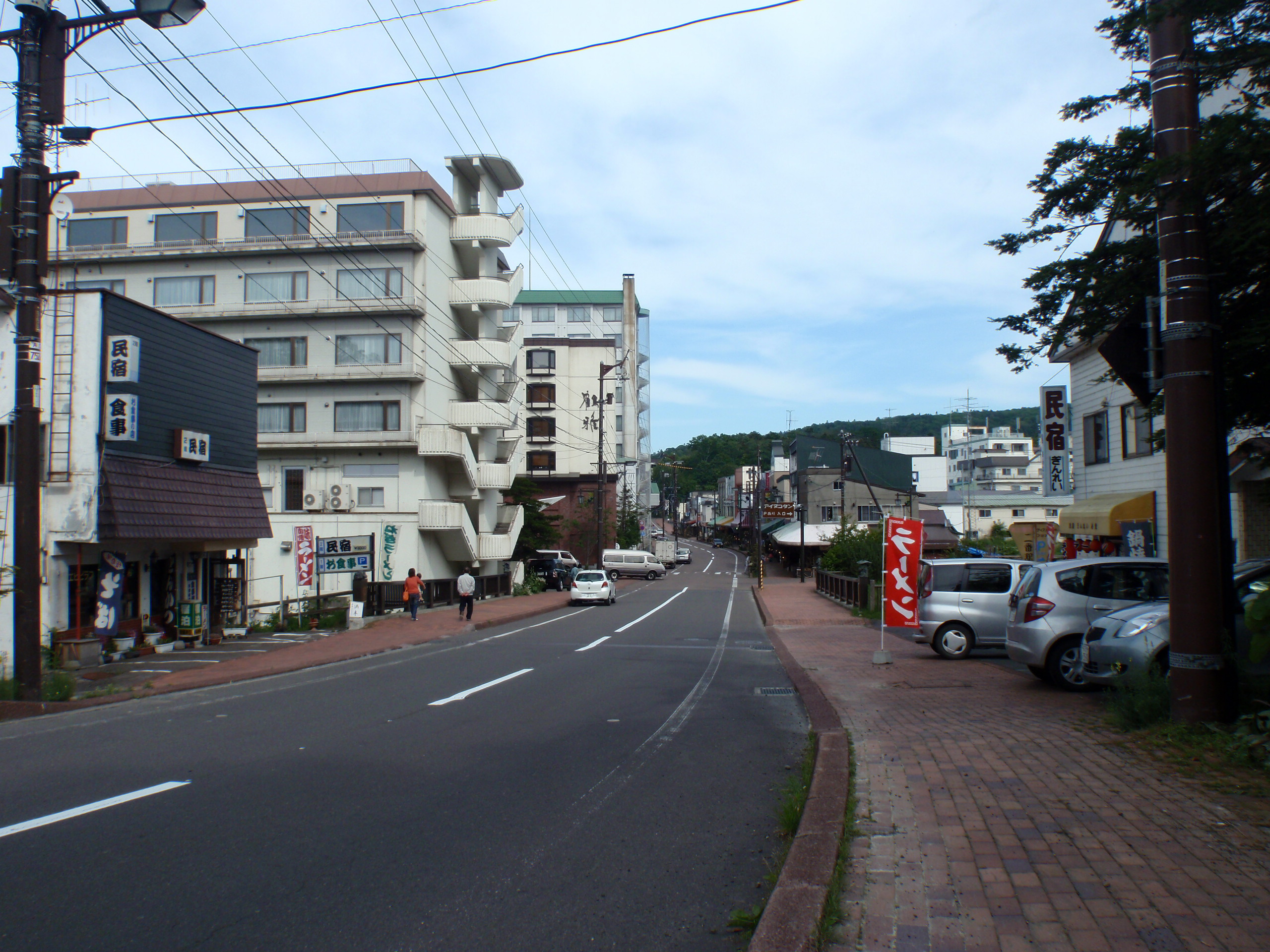
阿寒湖温泉（2011年7月）
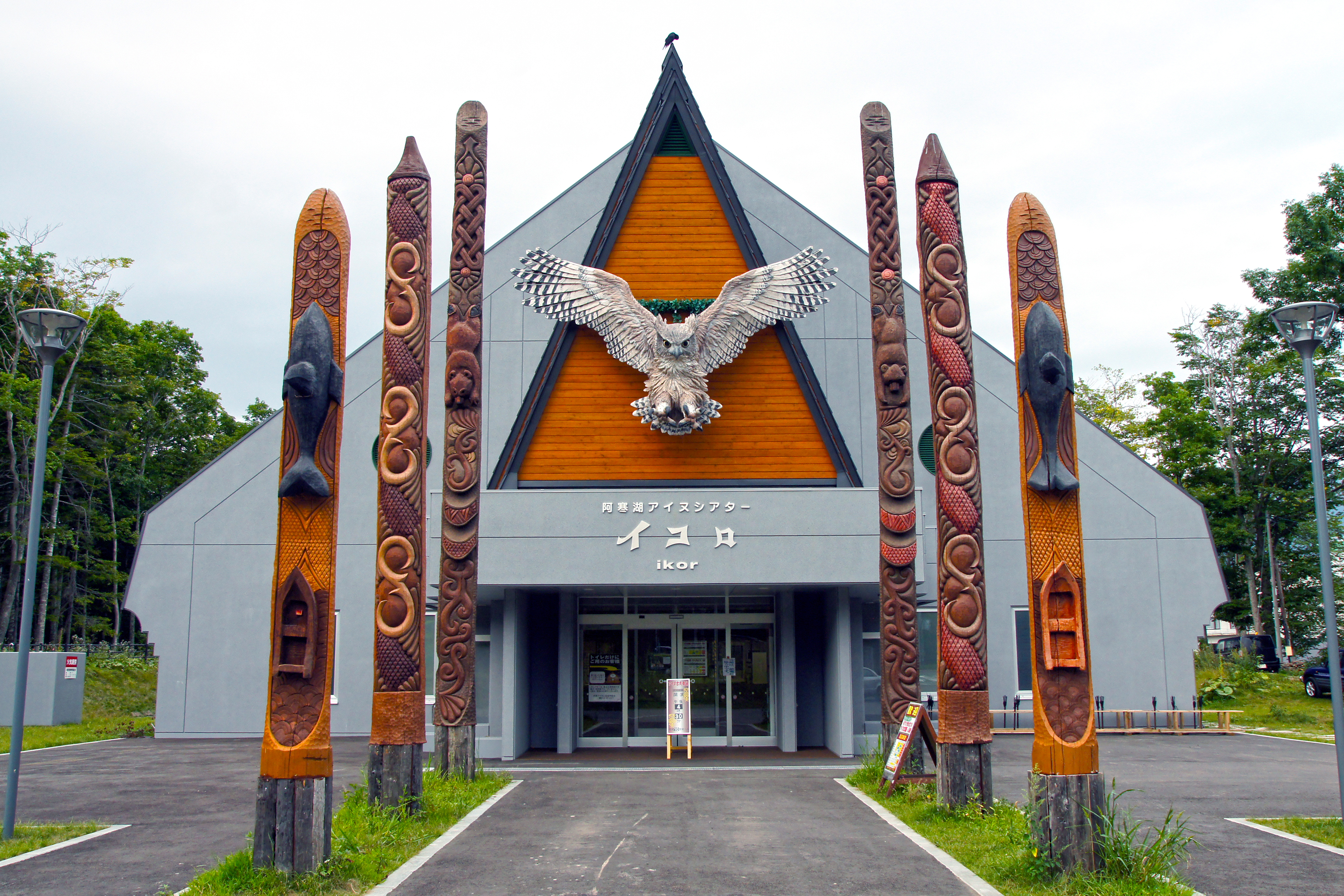
阿寒湖アイヌシアター イコロ（2012年9月）
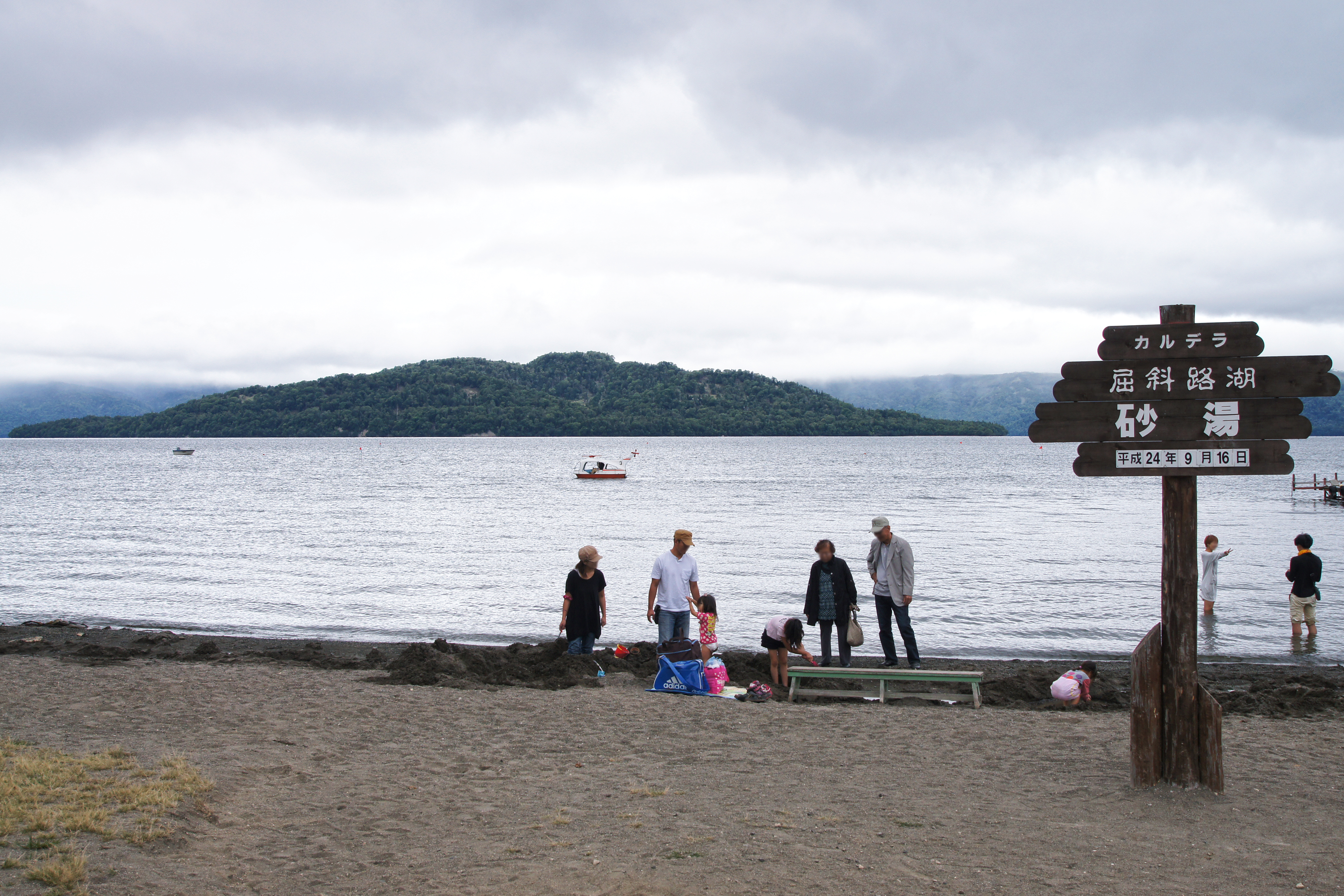
屈斜路湖の砂湯（2012年9月）
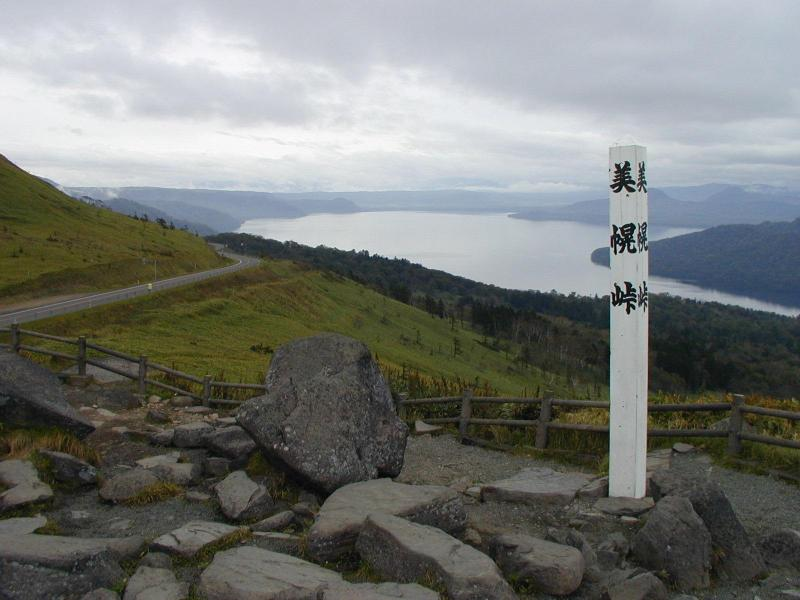
美幌峠（2004年11月）
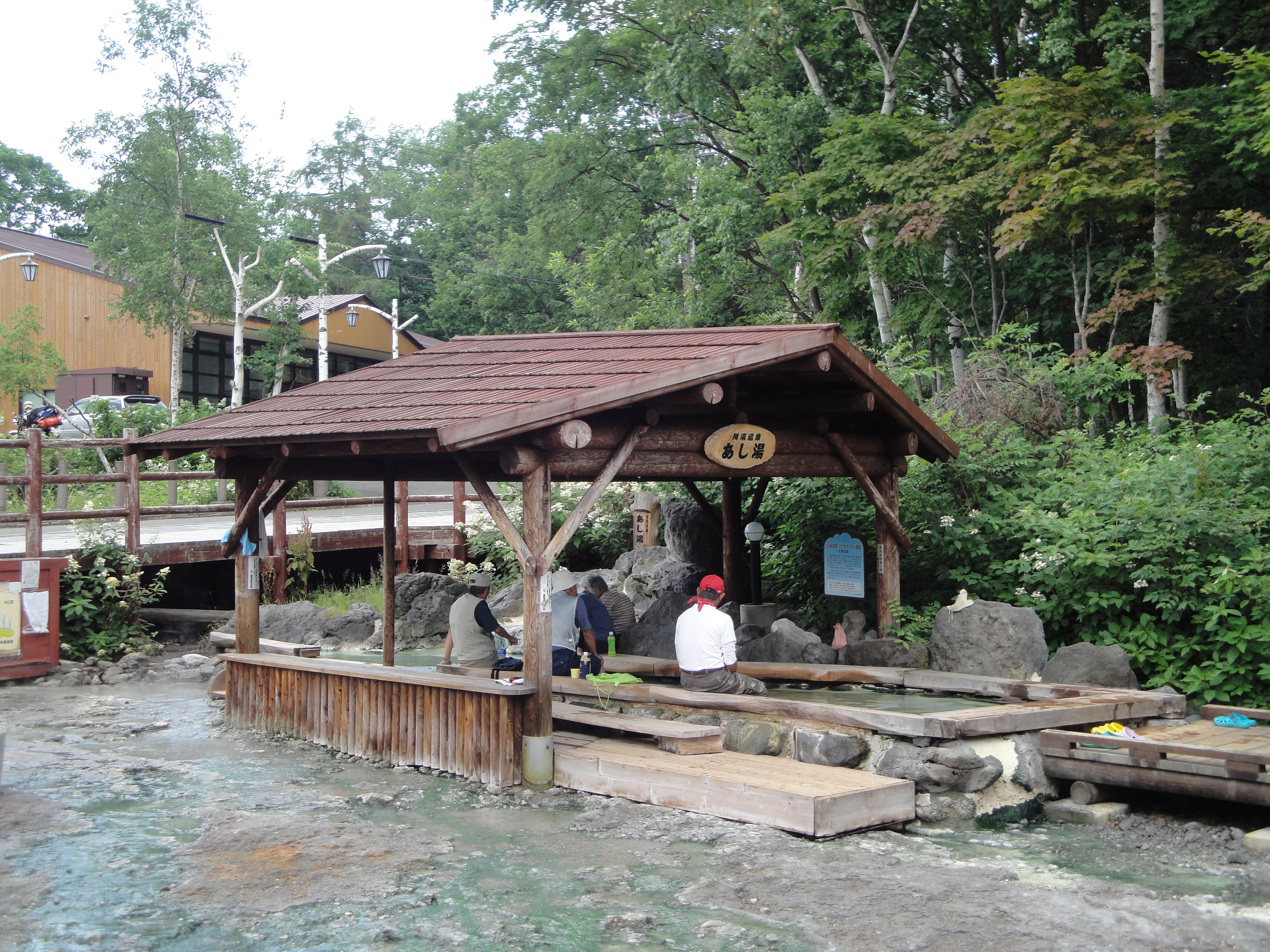
川湯温泉の足湯（2011年8月）
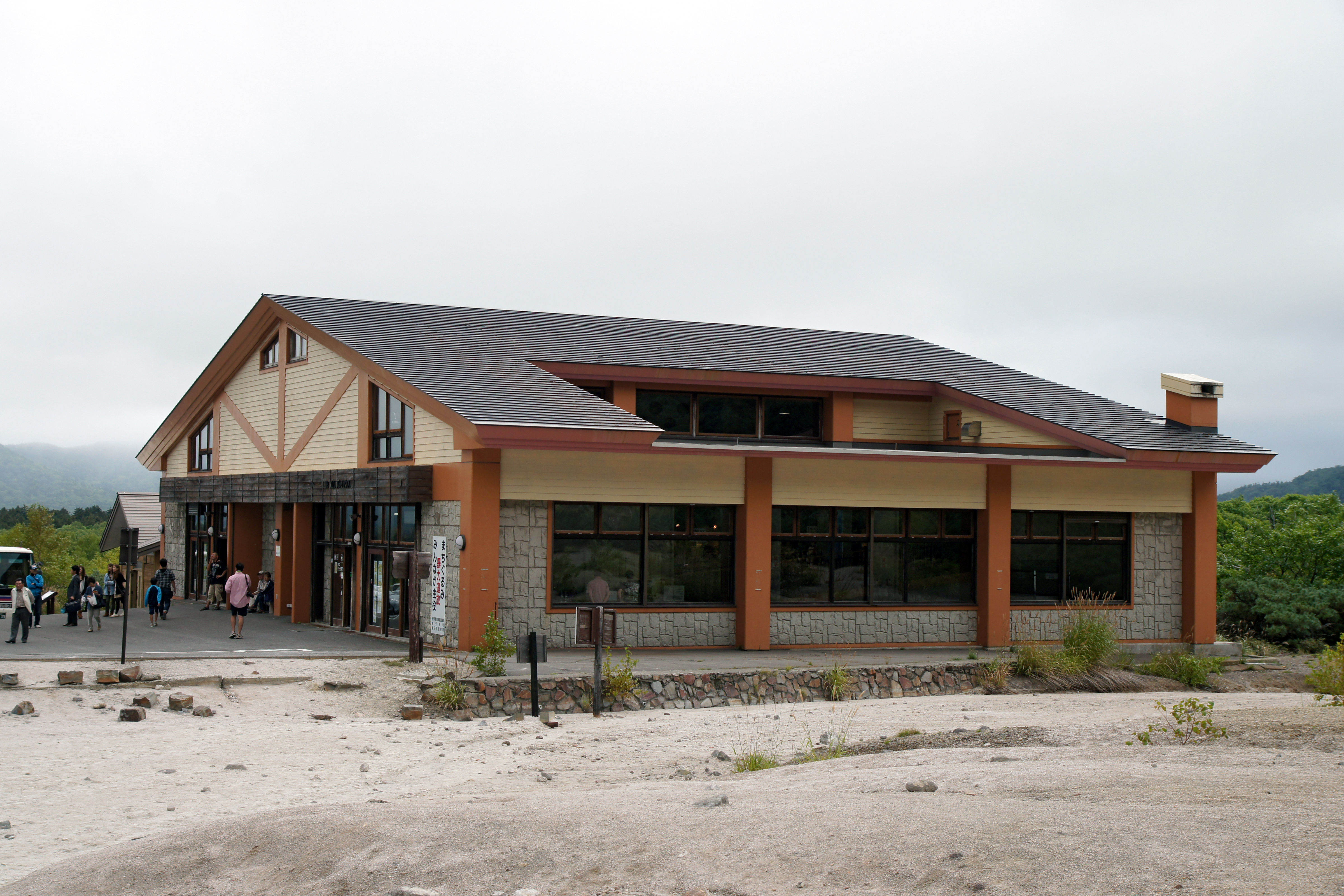
硫黄山レストハウス（2012年9月）
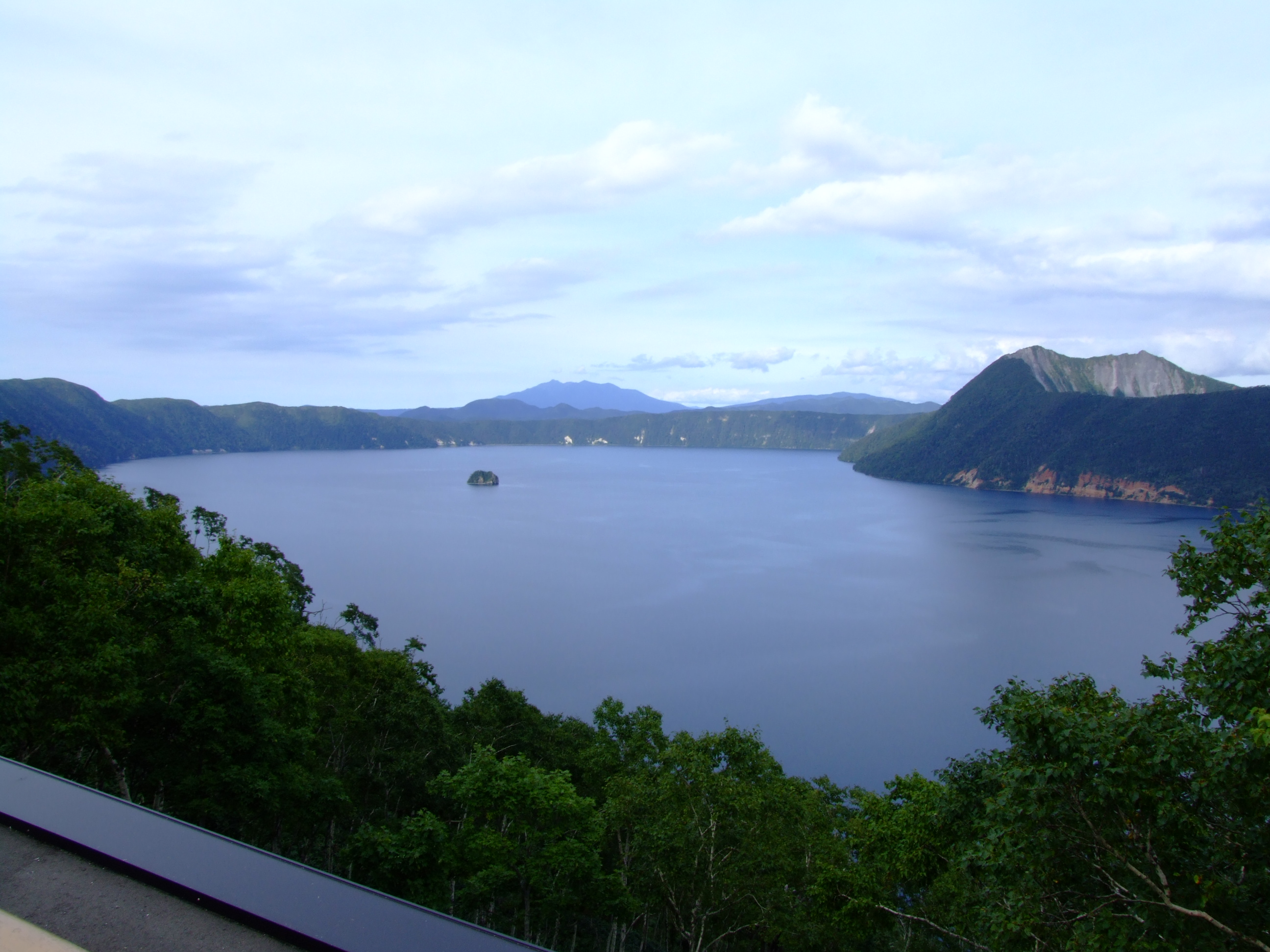
摩周湖第一展望台から眺めた摩周湖（2005年9月）

## 集団施設地区・ビジターセンター
| 地区名   | 面積   | 所在地               | 利用者数（人） |
| -------- | ------ | -------------------- | -------------- |
| 川湯     | 39.1ha | 北海道川上郡弟子屈町 | 722,000        |
| 和琴     | 51.2ha | 北海道川上郡弟子屈町 | 513,000        |
| 阿寒湖畔 | 81.0ha | 北海道釧路市         | 962,000        |

| センター名                       | 設置者       | 所在地                                                         | 利用者数（人） |
| -------------------------------- | ------------ | -------------------------------------------------------------- | -------------- |
| 阿寒湖畔エコミュージアムセンター | 環境省       | 北海道釧路市阿寒町阿寒湖温泉1-1-1                              | 52,556         |
| 阿寒湖のマリモ展示観察センター   | 北海道釧路市 | 北海道釧路市阿寒町阿寒湖畔国有林根釧西部森林管理署2148イ林小班 | -              |
| 川湯エコミュージアムセンター     | 環境省       | 北海道川上郡弟子屈町川湯温泉2-2-6                              | 14,359         |
| 和琴フィールドハウス             | 環境省       | 北海道川上郡弟子屈町字屈斜路和琴                               | -              |